# José María Canellas Casals
José María Canellas Casals, que también firmó con el seudónimo de Augusto Benjamín, fue un guionista de historietas y novelista español, nacido en Sabadell en 1902 y fallecido en la misma ciudad en 1977.

## Biografía
Canellas inició su carrera profesional en la revista "Don Tito" (1931) de la editorial Marco, en la que llegaría a ser director literario y para la que escribiría multitud de folletines y guiones de cómic, habitualmente con los dibujantes Francisco Darnís y Farell. Una de las más duraderos fue Los vampiros del aire.
Durante la Guerra Civil, trabajó con los dibujantes Castanys o Serra i Massana en las revistas propangadísticas "Pelayos" (donde firmaba como A. Benjamín) y "Flecha".
Tras la guerra, siguió escribiendo guiones para editoriales como Consuelo Gil, Española, Grafidea y Marco, destacando sus trabajos con Lozano Olivares en series como Bravo español. Abandonó el medio en los años cincuenta para volver a su ciudad natal.